# エスカレーション (ともさかりえの曲)
「エスカレーション」は、ともさかりえの1枚目のシングルである。1996年4月10日発売。

## 概要
女優・ともさかりえの歌手デビュー曲。オリコンチャート最高8位を記録。約25万枚を売り上げ、ともさかりえのシングルで最大の売り上げを記録した。

## 収録曲
1. エスカレーション (4:58)
  - 作詞：秋元康／作曲：M.Rie（宮島理恵）／編曲：西平彰

メニコン「ソフトS」CMソング
2. 私がついてるじゃない? (3:52)
  - 作詞：秋元康／作曲：田辺智沙／編曲：西平彰
3. エスカレーション（オリジナル・カラオケ） (4:58)